# Obchodní akademie Neveklov
Obchodní akademie Neveklov, příspěvková organizace je střední škola zřizovaná městem Neveklov. Ve školním roce 2024/2025 poskytuje škola čtyřleté maturitní obory v oblastech informatika, cizí jazyky, sportovní management a obor ekonomické lyceum. Součástí školy je domov mládeže.

## Obory vzdělání
- Ekonomika a podnikání - Sportovní management (63-41-M/01)
- Obchodní akademie - zaměření Cizí jazyky (63-41-M/02)
- Obchodní akademie - zaměření Informatika (63-41-M/02)
- Ekonomické lyceum (78-42-M/02)[4]

## Akreditace
Škola je akreditovaným střediskem ECDL a střediskem pro mezinárodní jazykové zkoušky z anglického jazyka LanguageCert.